# Bois du Jura
Le bois du Jura est un bois scié de sapin pectiné ou d'épicéa commun produit dans le massif du Jura et bénéficiant d'une appellation d'origine contrôlée (AOC) depuis le 8 mars 2019.

## Historique
Après le bois de Chartreuse, en 2018, le bois du Jura est le second produit forestier à obtenir une appellation d'origine contrôlée (AOC). Ce bois bénéficie d'une grande notoriété depuis le XVIIe siècle grâce à sa résistance mécanique. L'Association française pour l'AOC Bois du Jura, avec l'aide de la Direction régionale de l'Alimentation, de l'Agriculture et de la Forêt (DRAAF) de Franche-Comté, a déposé en 2004 un dossier de reconnaissance auprès de l'Institut national de l'origine et de la qualité (INAO). L'arrêté portant homologation du cahier des charges est signé le 8 mars 2019.

## Description du bois
Le bois provient exclusivement du sapin (Abies alba) et de l'épicéa (Picea abies). Le cahier des charges précise qu'il s'agit de « pièces de toutes longueurs et toutes sections, de sapin ou d'épicéa, ou de sapin et d'épicéa mélangés, brutes de sciage ou ressuyées ou séchées, éventuellement rabotées, présentant un cerne moyen d'accroissement inférieur à six mm pour les petites sections et huit mm pour les grosses sections ».

## Aire géographique
L'aire géographique de production recouvre la plus grande partie du massif jurassien et s'étend essentiellement sur les départements du Jura (275 communes), du Doubs (232 communes) et de l'Ain (121 communes), avec deux communes en Saône-et-Loire. La superficie totale de ces 630 communes est de 188 000 hectares de forêts.
Cette aire géographique est constituée d'une succession de plateaux séparés par des systèmes de pentes. Les altitudes s'échelonnent entre 500 et 1 600 mètres. Le sous-sol est constitué pour l'essentiel de roches calcaires. Le climat se caractérise par l'absence de saison sèche.

## Conditions de production
Les grumes doivent provenir de parcelles situées à une altitude supérieure à 500 mètres. Le cahier des charges précise les conditions de traitement des futaies : fréquence des coupes, éclaircissage, semis.
La résistance mécanique du bois peut être évaluée par la mesure de l'écartement des cernes d'accroissement car plus le cerne est fin, plus le bois est résistant. Seules les pièces qui présentent une épaisseur moyenne de cerne inférieure à 6 mm (ou inférieure à 8 mm pour les pièces de plus de 75 cm2 de section) sont classées en « Bois du Jura ».

## Acteurs concernés
L'ensemble de la filière des bois résineux jurassiens regroupe plus de 35 000 propriétaires forestiers, 57 scieries produisent environ 900 000 m3 de sciages de sapin et d'épicéa par an, soit environ 20 % de la production nationale, et génèrent environ 2 000 emplois. Plus des deux tiers de cette production répondent aux caractéristiques exigées par le cahier des charges.
L'Association française pour l'AOC Bois du Jura est déclarée à la préfecture du Doubs en octobre 2005. Elle a son siège social à la Maison de la foret et du bois à Besançon. En 2018, elle comptait 85 adhérents : 61 producteurs forestiers, 4 exploitants forestiers, et 20 entreprises de scierie (entre 40 et 50 % de la production locale de bois). Elle est divisée en deux structures : le Comité interprofessionnel de promotion des Bois du Jura (CIPBJ) et l'Organisme de défense et de gestion (ODG).

## Promotion
À Saffloz dans le département du Jura (46° 40′ 53″ N, 5° 50′ 41″ E), sur le parcours de la 19e étape du Tour de France 2023 qui a lieu le 21 juillet, l'inscription « AOC Bois du Jura » est peinte sur la route départementale 74, et 36 grumes de sapin provenant de la forêt communale de Poligny sont disposées de part et d'autre de la route pour figurer les rayons d'une roue de vélo,,,. Cette installation du CIPBJ a pour but d'apparaître au passage des coureurs, sur les images aériennes diffusées lors de la retransmission de l'épreuve sur France Télévisions.